# Silnice I/48
Silnice I/48 je česká silnice I. třídy, část někdejší císařské silnice z Olomouce do Lvova a jedna z páteřních silnic Moravskoslezského kraje. Je dlouhá 17,652 km a její zvláštností je trasování nezávisle na Ostravě (z historických důvodů). V celé délce je po ní vedena evropská silnice E462 (dříve E7) a k roku 2026 by měla být kompletně přestavěna na dálnici D48.

Byť je silnice I/48 z velké většiny čtyřproudová, jen krátký úsek kolem Bělotína a úsek od Rybího do Frýdku-Místku a pak od Frýdku-Místku k Českému Těšínu má parametry dálnice a to proto, že je tato silnice I/48 systematicky přestavována na dálnici D48. V květnu 2017 začaly přípravné práce na stavbě v úseku Rybí – MÚK Rychaltice. Tento úsek byl zprovozněn v polovině prosince 2020. Dálnice má parametry R 25,5/120. V červnu roku 2021 započala první etapa rekonstrukce úseku na parametry dálnice mezi Bělotínem a Rybí. 

## Vedení silnice
- nájezd Bělotín (D1, navedení E462, začátek úseku D48)
- nájezd Bělotín-východ (konec úseku D48)
- Nový Jičín (obchvat, I/57)
- Rybí (začátek úseku D48)
- Příbor (obchvat, I/58)
- Rychaltice
- napojení Frýdek-Místek (D56)
- nájezd Horní Tošanovice (I/68)
- křižovatka Český Těšín (peáž I/11, navedení E75, konec úseku D48)
- křižovatka Chotěbuz (I/67)
- hraniční přechod Chotěbuz – Cieszyn (Polsko – pokračuje rychlostní silnice S52 /E75 a E462/ směr Bílsko-Bělá)